# JBPM
jBPM (Java Business Process Model) – biblioteka rozwijana przez społeczność JBoss.org napisana w języku Java. Zarządza działaniem procesów biznesowych zdefiniowanych w językach jPDL, WS-BPEL oraz Seam Pageflow. Jest rozprowadzana na licencji LGPL. Dodatkiem do biblioteki jest graficzny edytor procesów jPDL dostępny dla środowiska Eclipse.